# 몬토쿠 천황
몬토쿠 천황(일본어: 文徳天皇, 826년 1월 22일 ~ 858년 10월 7일)은 제55대 일본 천황이다. 휘는 미치야스(道康)이다. 능호를 따서 다무라노미카도(田邑帝)라고도 한다.

## 약력
842년, 조와의 변으로 황태자 쓰네사다 친왕이 폐위되면서, 난의 진압에 공이 있던 백부 후지와라노 요시후사에게 추천되어 대신에 황태자가 되었으며 850년, 닌묘 천황이 사망함에 따라 즉위하였다.
이러한 경위 때문에 후지와라노 요시후사는 닌묘 초기부터 점차 권세를 강화해 몬토쿠 천황이 동궁이었을 때 시집가게 한 딸(아키라케이코)이 낳은 제4 황태자 고레히토 친왕(후의 세이와 천황)을 황태자로 정하였다. 천황은 제1 황자 고레타카 친왕이 황태자가 되길 원했으나 요시후사의 압력으로 고레히토를 황태자로 하지 않을 수 없었다.
하지만 그 후에도 천황과 요시후사의 암투는 계속되어, 요시후사의 압력 전의 재위중에는 대궐의 변두리에 있는 동궁이나 사가 상황의 별궁이었던 레이제이엔 등에 거주하고, 결국 한번도 대궐 정전을 거주한 적은 없었다고 한다. 천황은 고레타카 친왕을 황태자로 하여 양위를 도모하였으나 고레타카 친왕의 신변의 위협을 우려한 좌대신 미나모토노 마코토의 간언으로 중지하였다.
858년 8월에 갑작스런 병으로 급사하였다. 통설에서는 사인은 뇌졸중으로 되어 있지만, 일각에서는 후지와라노 요시후사에 의한 암살설이 제기되고 있다.

## 가족 관계
- 아버지 : 일본 제54대 닌묘 천황(仁明天皇, 810~879)
- 어머니 : 황후 후지와라노 노부코(藤原順子, 808~871)

| - 황태후 : 뇨고 후지와라노 아키라케이코(女御 藤原明子, 829~900) - 후지와라노 요시후사(藤原良房)의 딸 - 4남 : 일본 제56대 세이와 천황 코레히토친왕(清和天皇 惟仁親王, 850~881) - () - 3녀 : 노리코내친왕(儀子内親王, ?~879) - 뇨고(女御) : 후지와라노 후루코(藤原古子, ?~861) - 후지와라노 후유츠구(藤原冬嗣, 775~826)의 딸 - 뇨고(女御) : 아즈마코여왕(東子女王, ?~865) - 뇨고(女御) : 후지와라노 토시코(藤原年子) - 뇨고(女御) : 후지와라노 타카키코(藤原多賀幾子, ?~858) - 후지와라노 요시미(藤原良相, 813~867)의 딸 - 뇨고(女御) : 후지와라노 코레코(藤原是子) - 뇨고(女御) : 타치바나노 후사코(橘房子) - 타치바나노 우지키미(橘氏公, 783~848)의 딸 - 뇨고(女御) : 타치바나노 타다코(橘忠子) - 타치바나노 우지키미(橘氏公, 783~848)의 딸 - 코이(更衣) : 키노 시즈코(紀静子, ?~866) - 키노 나토라(紀名虎, ?~847)의 딸 - 장남 : 코레타카친왕(惟喬親王, 844~897) - 차남 : 코레에다친왕(惟条親王, 846~868) - 딸 : 야스코내친왕(恬子内親王, ?~913) - 5녀 : 노부코내친왕(述子内親王, 848 경?~897) - 딸 : 요시코내친왕(珍子内親王, ?~877) - 궁인 : 후지와라노 츠라코(藤原列子) - 후지와라노 코레오(藤原是雄)의 딸 - 제1황녀 : 야스코내친왕(晏子内親王, ?~899) - 제4황녀 : 아키라케이코내친왕(慧子内親王, ?~881) - 궁인 : 후지와라노 이마코(藤原今子) - 후지와라노 사다모리(藤原貞守)의 딸 - 제5황자 : 코레츠 내친왕(惟恒 親王) (?~904) - 황녀 : 이야코 내친왕(礼子 内親王) (?~899) - 제7황녀 : 나가코 내친왕(掲子 内親王) (?~914) - 궁인 : 시게노노 오쿠코(滋野 奥子) - 시게노노 사다누시(滋野 貞主)의 딸 - 제 3황자 : 코레히코친왕(惟彦親王 840~883) - 황녀 : 아츠코 내친왕(濃子 内親王) (?~903) - 황녀 : 쇼시 내친왕(勝子 内親王) (?~871) | * 궁인(宮人) : 시게노노 미네코(滋野 岑子) - 시게노노 사다오(滋野 貞雄)의 딸 - - 황자 : 미나모토노 모토아리(源 本有) - 황자 : 미나모토노 토시아리(源 載有) - 황녀 : 미나모토노 후치코(源 淵子) - 황녀 : 미나모토노 시게코(源 滋子) - 미나모토노 후치코와 동일인물로 추측 - 궁인(宮人) : 토모씨(伴氏) - 황자 : 미나모토노 요시아리(源能有) (845~897) - 궁인(宮人) : 키요하라씨(清原氏) - 황자 : 미나모토노 토키아리(源 時有) - 궁인(宮人) : 타지히씨(多治氏) - 황자 : 미나모토노 츠네아리(源 毎有) - 궁인(宮人) : 스가와라씨(菅原氏) - 황자 : 미나모토노 사다아리(源 定有) - 황녀 : 미나모토노 후시(源 富子) - 궁인(宮人) : 후세씨(布施氏) - 황자 : 미나모토노 유키아리(源 行有) (854~887) - 황자 : 미나모토노 토미코(源 富子) - 생모미상 - 황자 : 미나모토노 토미아리(源 富有) (?~887) - 황녀 : 미나모토노 요리코(源 馮子) - 황녀 : 미나모토노 츠다코(源 謙子) - 황녀 : 미나모토노 오쿠코(源 奥子) - 황녀 : 미나모토노 츠라네코(源 列子) - 황녀 : 미나모토노 스마코(源 済子) - 황녀 : 미나모토노 오사마코(源 修子) - 일본 천황 - 일본문덕천황실록 |